# Nicolas Defuisseaux
Pour les articles homonymes, voir Defuisseaux.
Nicolas Defuisseaux, né à Mons le 2 février 1802 et mort à Baudour le 24 novembre 1857, est un homme politique et industriel belge.

## Biographie
Nicolas François Joseph Defuisseaux, né à Mons le 2 février 1802, est le fils du bijoutier Ernest Defuisseaux et d'Amélie Fontaine. Il se marie le 10 septembre 1828 avec Catherine Lefebvre et, en secondes noces, le 7 août 1839 avec Éléonore Messine. Il est le père de Léon, Alfred et Fernand Defuisseaux, hommes politiques et industriels belges.
Il fait des études secondaires au lycée de Bruxelles. En 1925, il est diplômé docteur en droit de l'Université d’État de Gand.
En 1825, il s'inscrit comme avocat au barreau de Mons et en reste membre jusqu'en 1847. Il se fait remarquer par sa facilité d'élocution notamment dans les procès d'assises.
Lors de la révolution belge de 1830, il contribue à développer l'esprit de résistance au pouvoir hollandais, remplit plusieurs missions délicates pour le gouvernement belge et est décoré de la Croix de fer.
Il est élu conseiller provincial en 1838 et le reste jusqu'en 1852 quand il est élu sénateur libéral. Il donne sa démission en 1854 pour se consacrer à plein temps à ses activités industrielles.
En 1847, il avait en effet fondé la Manufacture de Porcelaine de Baudour et dirige cette société jusqu'à son décès en 1857.
Il était membre des loges montoises de La Concorde (1828)  et de La Parfaite Union (1838).
À la suite de son décès le 24 novembre 1857, il est inhumé au cimetière de Mons.

## Distinctions
- Chevalier de l'ordre de Léopold (Belgique).
- Croix de fer (Belgique).